# Ilia Londaridze
Ilia Londaridze, né le 15 septembre 1989, à Tbilissi, en Géorgie, est un joueur géorgien de basket-ball. Il évolue au poste d'ailier fort. 

## Palmarès
- Champion de Géorgie 2013, 2017
- Coupe de Géorgie 2013, 2015, 2016